# Tratado de Mozhaisk
El Tratado de Mozhaysk (también Moshaisk u otras transliteraciones de Можайск ) fue un acuerdo danés - ruso celebrado el 7 de agosto de 1562, durante la Guerra de Livonia. Aunque no se trataba de una alianza propiamente dicha, el tratado confirmaba la relación amistosa entre ambos países y obligaba a las partes a no apoyar a la otra en la guerra, a respetar las reclamaciones de esta en la Vieja Livonia y a conceder libre paso a sus mercaderes.
En 1562, Federico II de Dinamarca-Noruega e Iván IV de Rusia eran dos de las varias partes que reclamaban derechos de superioridad en Livonia, y ninguna de ellas podía resolver el conflicto por sí misma. En lugar de entablar una guerra abierta, Federico II e Iván IV prefirieron mantener la larga tradición de relaciones amistosas dano-rusas. El tratado ha destacado por el hecho de que una gran potencia europea se encontró con el zar ruso en pie de igualdad y de que ninguna decisión militar previa obligó a las partes a concluirlo.
En la práctica, el tratado no se aplicó en su totalidad. Esto se debió en parte a que Federico II no se comprometió lo suficiente en Livonia, donde su hermano  Magnus siguió sus propias políticas. En los años posteriores a la guerra, Iván IV trató directamente con Magnus sin enemistarse con Federico II y acabó convirtiéndolo en rey de Livonia y su vasallo.

## Livonia en 1562
En 1562, durante la primera etapa de la Guerra de Livonia, el territorio de los actuales estados de Estonia y Letonia (entonces Terra Mariana o Antigua Livonia) fue disputado entre Segismundo II Augusto de Polonia-Lituania, Iván IV "El Terrible", zar de Rusia, Federico II de Dinamarca-Noruega y Erik XIV de Suecia.  La Confederación Livonia se había dirigido a Polonia-Lituania en busca de protección en elTratado de Pozvol de 1557,lo que provocó la intervención de Iván IV, quien, a pesar de obtener importantes ganancias territoriales y de la victoria de Ermes (Ergeme), no consiguió dominar toda Livonia.El grueso de la desintegrada Confederación Livonia se subordinó a Polonia-Lituania en el Tratado de Vilna (1561),formando los ducados de Livonia, Courlandia y Semigalia. Al aceptar Reval (Tallin) la superioridad sueca en 1561, Suecia había establecido un dominio en Estonia a pesar de las protestas de Federico II, que reclamaba derechos históricos sobre la zona y ya había comprado el obispado de Ösel-Wiek en Estonia occidental. 
Robert I. Frost ha resumido el estado de guerra de 1562 como un «punto muerto incómodo»: aunque Dinamarca-Noruega, Suecia, Rusia y Polonia-Lituania habían planteado reivindicaciones superpuestas, los bandos locales de la disuelta Confederación Livonia habían elegido bando al menos de forma preliminar y se habían producido intensos combates entre algunos de los ejércitos respectivos. No obstante, no se vislumbraba una solución estable, aunque los enfrentamientos militares hubieran disminuido. 

## Intereses de Federico II, Iván IV y Magnus
Federico II se centró en su competencia con Erik XIV de Suecia por la hegemonía en el mar Báltico y sus alrededores, que culminó en la Guerra de los Siete Años del Norte en 1563. No ambicionaba entrar en conflicto con Iván IV de Rusia y, a pesar de una breve irritación en el contexto de la ocupación de Ösel (Saaremaa) por Cristián III en 1558, las relaciones dano-rusas eran amistosas y se basaban en un pacto de asistencia mutua de 1493, renovado en 1506 y 1517. Iván IV tampoco deseaba un conflicto con Federico II, ya que no lograba entenderse con las otras partes en la guerra de Livonia (Suecia y Polonia-Lituania) y estaba presionado por las invasiones tártaras de Crimea en la frontera sur de su reino.
Federico II mantenía una relación incómoda con su hermano menor, Magnus, duque de Holstein, a quien estableció en Ösel-Wiek «para librarse» de él. Sin embargo, tras su llegada en abril de 1560, Magnus comenzó inmediatamente a expandirse comprando el Stift Pilten (Piltene) de Courlandia y el obispado estonio de Reval, por lo que en 1561 se encontraba en bancarrota, en conflicto con los demás por la posesión de estos territorios y sin medios militares suficientes. Magnus se dirigió a la corte de su hermano en Copenhague con la esperanza de que Federico II abandonara su política de mínima implicación y entrara en el conflicto de Livonia de su lado. Sin embargo, Federico II, en su lugar, impuso a Magnus que no concluyera más tratados sin su consentimiento;  le obligó a consolidar sus finanzas por sí mismo y le asignó un gobernador para Ösel-Wiek que debía vigilar de cerca las actividades de Magnus en Livonia.

## Tratado
El 6 de julio de 1562, un grupo de enviados daneses llegó a la corte de Iván IV en Moscú. La delegación estaba encabezada por Eiler (también Eller, Elias) Hardenberg, hofmeister de Federico II, e incluía además a Jacob Brokenhusen, Jens Truelsen Ulfstand y Zacharias Vheling. Las negociaciones duraron solo un mes y el tratado se concluyó el 7 de agosto en Mozhaysk, al oeste de Moscú. 
Si bien el tratado no contenía un nuevo pacto de ayuda mutua,
- Federico II e Iván IV acordaron que ninguno de los dos apoyaría ni a Suecia ni a Polonia-Lituania, [5]
- Ambas partes reconocieron y confirmaron las esferas de interés de cada una en Livonia,[5]
- Iván IV garantizó a Magnus de Holstein sus posesiones de Livonia,[5] y
- A los comerciantes de Dinamarca, Noruega y el Zarato ruso se les permitió el libre paso en ambos reinos.[5]

El tratado no contenía una fecha de expiración.

## Significado
En la historiografía, los acuerdos de Mozhaysk se consideran un tratado de gran importancia. Hübner (1998) dice que
"La gran importancia de este tratado, calificado de «hito en la historia europea», para el Estado moscovita no solo se debió a su contenido, sino también a que una gran potencia europea estaba dispuesta a concluirlo sobre la base de un estatuto de total igualdad, sin que un conflicto militar previo obligara a las partes a ello." 
 Sin embargo, el tratado no supuso una ventaja práctica para las partes. Ninguna de ellas pudo evitar que las fuerzas suecas se entrometieran y ocuparan parte de sus pretensiones livonias. Por su parte, los reyes daneses y polacos acordaron apoyarse mutuamente contra Suecia en la Guerra de los Siete Años del Norte. Iván IV retrasó la aplicación de los acuerdos de libre comercio y concluyó una tregua de siete años con Suecia en 1564. En los años siguientes, Iván IV se centró en Magnus de Holstein en lugar de Federico II, nombrándolo rey de Livonia bajo su vasallaje.